# Die sieben Sahnekännchen
Die sieben Sahnekännchen (Originaltitel: The Seven Cream Jugs) ist eine Kurzgeschichte des britischen Schriftstellers Saki.

## Handlung
Wilfrid Pigeoncote wird nach dem Tod eines gleichnamigen Vetters Oberhaupt seiner noblen Familie. In dieser hat er aufgrund seiner Kleptomanie aber einen schlechten Ruf und wird deshalb snatcher (dt.: Der Dieb) genannt. Unerwartet meldet sich der junge Mann nun bei seinem Verwandten Peter Pigeoncote und dessen Frau an, die  kurz zuvor ihre Silberne Hochzeit gefeiert haben. Sie fürchten nun, er würde bei seinem Besuch etwas von den wertvollen Geschenken stehlen.
Während Wilfirds Besuch versuchen die Gastgeber, ihm möglichst ungezwungen die Präsente zu zeigen, unter denen sich aufgrund der Menge auch einige Gegenstände mehrfach finden, darunter allein sieben silberne Sahnekännchen. Wilfrid, der selbst nichts mitgebracht hat, betrachtet die Objekte sehr interessiert, während Peter und seine Frau genau darauf achten, dass er nichts stiehlt. Nachdem sich der Gast zurückgezogen hat, vermuten sie dennoch, dass ein Geschenk fehlt.
Als Wilfrid am nächsten Tag seine Morgentoilette verrichtet, durchsucht Peter sein Gepäck und findet dabei ein silbernes Sahnekännchen. Als der Gast den Verlust bemerkt, berichtet er dem Ehepaar davon und erklärt, das Kännchen sei ein Geschenk von ihm und seiner Mutter an die Pigeoncotes gewesen. Da sie aber schon sieben derartige Utensilien erhalten hatten, wollte er es unbemerkt wieder mitnehmen und gegen etwas anderes eintauschen. Peter und seine Frau sind zunächst verwirrt, weil der snatcher seit Jahren Waise ist, erkennen dann aber, dass ihr Gast nicht der Kleptomane, sondern ein im diplomatischen Dienst tätiger Namensvetter ist, der nur selten Kontakt mit seinen Verwandten hat. Beim Überprüfen der Geschenke stellen die Pigeoncotes fest, dass sie nun tatsächlich acht Kännchen haben. Sie versuchen ihm einzureden, dass er sein Präsent vielleicht am vorigen Abend zu den anderen Geschenken gestellt und es nur vergessen hat. Wilfrid, genannt the Attaché, ist sich hingegen sicher, dass das Gefäß am Morgen vor dem Gang ins Badezimmer noch in seinem Koffer lag. Mrs. Pigeoncote bittet Peter, ihr das Riechsalz aus einem Nebenzimmer zu holen und nutzt seine Abwesenheit um dem Gast zu erklären, ihr Mann sei Kleptomane. Aus diesem Grund habe er das Kännchen aus dem Gepäck des Besuchers gestohlen. Unter Hinweis auf seinen Beruf bittet sie ihn, die Sache vertraulich zu behandeln. Peter gegenüber erklärt sie danach, die Angelegenheit erledigt zu haben, ohne ihn jedoch über die Art und Weise in Kenntnis zu setzen. Der Attaché hält aber nicht geheim und so wundert sich Mr. Pigeoncote während des nächsten Besuches, dass die angereiste Dame übertrieben auf ihr Gepäck achtet.

## Adaptionen
Die Film- und Fernsehfakultät der Akademie der Musischen Künste produzierte 1975 und 1994 jeweils eine Kurzfilmadaption des Werkes. In Erstgenannter waren Svatopluk Beneš als Hausherr und František Němec als Gast zu sehen.

## Verwendete Ausgabe
- Saki. Meistererzählungen. Diogenes Verlag, Zürich 1973, ISBN 3-257-22594-6, S. 16 ff.